# Emilia Pikkarainen
Emilia Pikkarainen, tidigare Bottas, född 11 oktober 1992 i Vanda, är en finländsk simmare, som representerar Vantaan Vesikot. Hon var tidigare gift med F1-föraren Valtteri Bottas.
Pikkarainen representerade som 15-åring Finland vid OS 2008 i Peking och blev 46:e i 100 meter fjärilsim. Som medlem i Finlands lagkappslag i 50 meter frisim har Emilia Pikkarainen tagit brons respektive silver i kortbane-EM 2010 och 2012.

## Privatliv
Emilia Pikkarainen var gift med Formel-1 föraren Valtteri Bottas. Paret gifte sig i Johanneskyrkan i Helsingfors i september 2016. Paret separerade 2019. I januari 2020 meddelades att hon bytt tillbaka till sitt flicknamn Pikkarainen.